# Yua
Yua es un género de plantas que incluye 2 especies aceptadas  de la familia de la vid (Vitaceae).

## Taxonomía
El género fue descrito por Chao Luang Li y publicado en Systema Vegetabilium, editio decima sexta 1: 670. 1824. La especie tipo es: Yua thomsonii (M.A.Lawson) C.L.Li

## Especies
- Yua austro-orientalis (F.PMetcalf) C.L.Li
- Yua thomsonii (M.A.Lawson) C.L.Li